# Laphria aeneiventris
Laphria aeneiventris is een vliegensoort uit de familie van de roofvliegen (Asilidae). De wetenschappelijke naam van de soort is voor het eerst geldig gepubliceerd in 1857 door Costa.